# Longvic
Longvic ist eine französische Gemeinde  mit 8787 Einwohnern (Stand 1. Januar 2022)  im Département Côte-d’Or in der Region Bourgogne-Franche-Comté. Sie gehört zum Arrondissement Dijon sowie zum Kanton Longvic.

## Geographie
Die Gemeinde liegt im Ballungszentrum südlich von Dijon. Sie grenzt im Norden an Dijon, im Nordosten an Sennecey-lès-Dijon, im Osten an Neuilly-Crimolois mit Neuilly-lès-Dijon, im Südosten an Ouges, im Süden an Fénay, im Südwesten an Marsannay-la-Côte und im Westen an Chenôve.
Das Gemeindegebiet wird von Fluss Ouche durchquert, der auf der linken Seite den Nebenfluss Suzon aufnimmt. Im Flusstal verläuft auch der Canal de Bourgogne.

## Geschichte
Während des Zweiten Weltkriegs gab es in Longvic ein Kriegsgefangenenlager, den Frontstalag 155. Félix Kir ermöglichte rund 5.000 Insassen die Flucht.

## Bevölkerungsentwicklung
| Jahr                       | 1968 | 1975 | 1982 | 1990 | 1999 | 2006 | 2016 | 2019 |
| Einwohner                  | 5202 | 7448 | 8179 | 8273 | 9017 | 9332 | 8793 | 8545 |
| Quellen: Cassini und INSEE |      |      |      |      |      |      |      |      |

## Wirtschaft und Infrastruktur
- Niederlassung der Firma Lennox International.
- Der Flughafen Dijon-Bourgogne als ziviler Abfertigungsbereich des Militärflugplatzes Base aérienne 102 Dijon-Longvic

## Sehenswürdigkeiten
- Église Saint-Pierre, Pfarrkirche aus dem 17. Jahrhundert
- Fort de Beauregard, Befestigungsanlage aus dem 19. Jahrhundert – Monument historique[1]

## Persönlichkeiten
- Madjid Bougherra (* 1982), algerisch-französischer Fußballspieler

## Städtepartnerschaften
- Florennes, Belgien
- Verbandsgemeinde Maxdorf, Deutschland (seit 1983)[2][3]
- Diawara, Senegal
- New Holland, USA